# ロバート・トーム

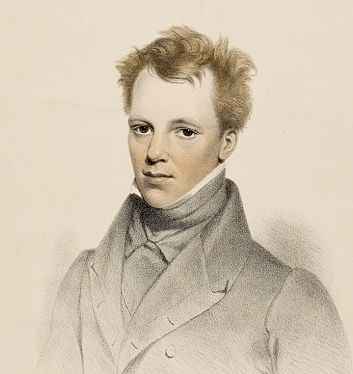
ロバート・トーム

ロバート・トーム、またトム（英: Robert Thom、中: 羅伯聃、1807年8月10日 - 1846年9月14日）
はイギリスの外交官、中国語研究者。
『イソップ物語』の英中対訳本『意拾諭言』を著し、1840年にCanton Pressから出版された。
『意拾諭言』の中国語には南京官話と広東語とで発音が示されていた。
また、中国の文化に沿うように翻案されており、中国人の衣装を身にまとったイソップと評された。
南京条約の交渉で通訳をつとめ、開港後の寧波で初代イギリス領事となった。